# ایون‌تاجیک
ایون‌تاجیک یک منطقهٔ مسکونی در تاجیکستان است که در ناحیه کوهستان مست‌چاه واقع شده‌است. ایون‌تاجیک ۱۳٬۵۷۸ نفر جمعیت دارد.